# إلدلايف
إلدلايف (باليابانية: エルドライブ، بالروماجي: Erudoraibu) هي سلسلة مانغا يابانية من تأليف أكيرا أمانو، نشرت من قبل شوئيشا على تطبيق Jump Live في 1 أغسطس عام 2013، ثم انتقلت إلى مجلة شونن جمب+
في 22 سبتمبر 2014 حتى 4 نوفمبر عام 2018. تم تجمع فصول المانغا في 11 مجلد تانكوبون. أنتجت المانغا إلى مسلسل أنمي تلفزيوني من قبل استوديو بيرو، عرض الأنمي في 8 يناير عام 2017 واستمر عرضه حتى 26 مارس عام 2017، وتكون من 12 حلقة.

## القصة
تدور أحداث القصة عن تشوتا كوكونوسي هو طالب في المدرسة المتوسطة، كان قادرًا على سماع صوت لا يسمعه أي شخص آخر طالما كان يتذكره. في أحد الأيام ظهر كائن فضائي أزرق غريب اسمه شيبس، قام بتجنيده في شرطة الفضاء إلدلايف لأنه يناسب المتطلبات.

## الشخصيات

### الشخصيات الرئيسية
تشوتا كوكونوسي (باليابانية: 九ノ瀬 宙太، بالروماجي: Kokonose Chūta)
أداء صوتي: أيومو موراسي
دولوج (باليابانية: ドルー، بالروماجي: Dorū)
أداء صوتي: ريي كوغيميا
ميسوزو سونوكاتا (باليابانية: 其方 美鈴، بالروماجي: Sonokata Misuzu)
أداء صوتي: ساوري هايامي

### شخصيات أخرى
لين بريك (باليابانية: レイン・ブリック، بالروماجي: Rein Burikku)
أداء صوتي: تاتسوهيسا سوزوكي
تشيبز (باليابانية: チップス، بالروماجي: Chippusu)
أداء صوتي: دايكي كوباياشي
فيرونيكا بوروزيك (باليابانية: ベロニカ・ボロズウィック، بالروماجي: Beronika Borozuwikku)
أداء صوتي: ريهو إيدا
نينا ميخائيلوفنا بافلوفا (باليابانية: ニーナ・ミハイロヴナ・パーヴロヴァ، بالروماجي: Nīna Mihairovuna Pāvurovua)
أداء صوتي: لين
دكتور لاف (باليابانية: Dr.ラヴ، بالروماجي: Dr. Ravu)
أداء صوتي: يوشيتسوغو ماتسوؤكا
ميرو ريغز (باليابانية: メェル・リッグス، بالروماجي: Meeru Riggusu)
أداء صوتي: كينيتشيرو ماتسودا
تونتو آرت تونتو (باليابانية: トント・アート・トント، بالروماجي: Tonto Āto Tonto)
أداء صوتي: إريكو ماتسوي
بروفيسور إيساك (باليابانية: イサク教授، بالروماجي: Isaku Kyouju)
أداء صوتي: سويتشي آبي
فيغا فيكتور (باليابانية: ヴェガ・ヴィクター، بالروماجي: Vuega Vuikutā)
أداء صوتي: هيروشي كاميا
هاري (باليابانية: ハリー، بالروماجي: Harī)
أداء صوتي: نيكو
ماكلين (باليابانية: マクレーン، بالروماجي: Makurēn)
أداء صوتي: مينامي تاكاهاشي
ميليس (باليابانية: メリエス، بالروماجي: Meriesu)
أداء صوتي: ماساكي إيهارا
شيرونيمو (باليابانية: シェロニモ، بالروماجي: Sheronimo)
أداء صوتي: توموتاكا هاتشيسوكا
مارلي (باليابانية: マーリー، بالروماجي: Mārī)
أداء صوتي: أياكو أويمورا
كيشي (باليابانية: キエシ، بالروماجي: Kieshi)
أداء صوتي: كين ناريتا
كين ميزوغوتشي (باليابانية: 溝口 健، بالروماجي: Mizoguchi Ken)
أداء صوتي: تاكاشي كوندو
ساوتومي (باليابانية: さおとめ، بالروماجي: Saotome)
أداء صوتي: شيزوكا إيتو
دارغلابن (باليابانية: ドラグライン، بالروماجي: Doragurain)
أداء صوتي: ماساكي إيهارا

## وصلات خارجية
- إلدلايف على موقع شونن جمب+ (باليابانية)
- موقع الأنمي الرسمي (باليابانية)
- إلدلايف على موقع فيز ميديا
- إلدلايف على موقع ANN manga (الإنجليزية)